# 海朋森
海朋森（英文名：Hiperson）是中国成都的一支后朋克乐队，从2012年起开始活跃。

## 成员
- 陈思江： 主唱
- 季一楠：吉他
- 刘泽：吉他
- 王博强：鼓手
- 王明慧：贝斯

前成员：
- 郭波：鼓手
- 陈庆凯：鼓手，2014年离开
- 黄仁涛：贝斯，2016年离开

## 发行
- 我不要别的历史，2015
- 她从广场回来，2018
- 春夏秋冬，2019
- 昼夜，2019
- 成长小说，2020

## 获奖
- 2014年，阿比鹿音乐奖，年度新人奖